# Telophorus nigrifrons
Telophorus nigrifrons là một loài chim trong họ Malaconotidae.